# Otrokovice
Otrokovice é uma cidade checa localizada na região de Zlín, distrito de Zlín.